# Allium senescens
Variété
Classification APG III (2009)

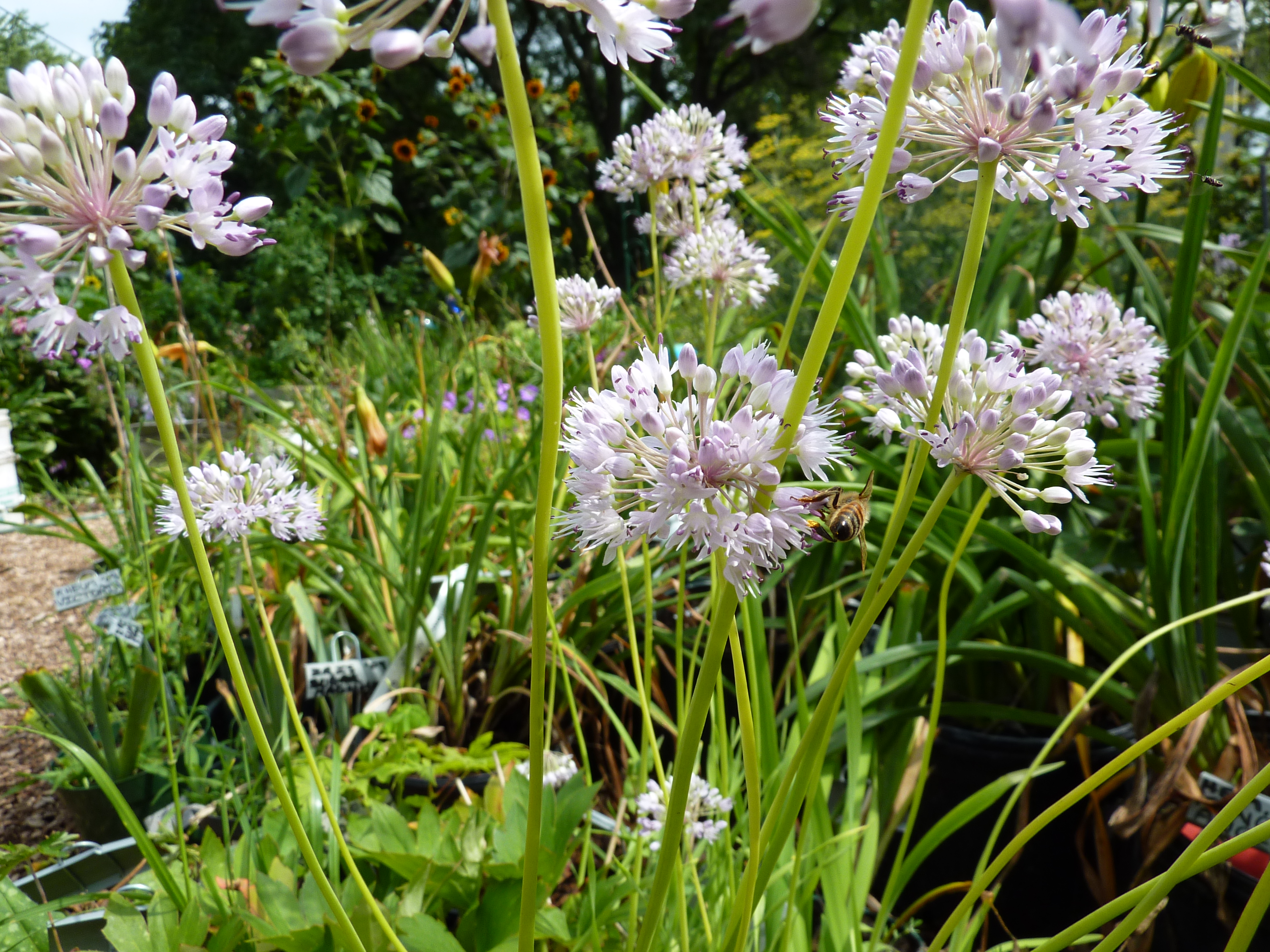
german gallic (ail allemand).

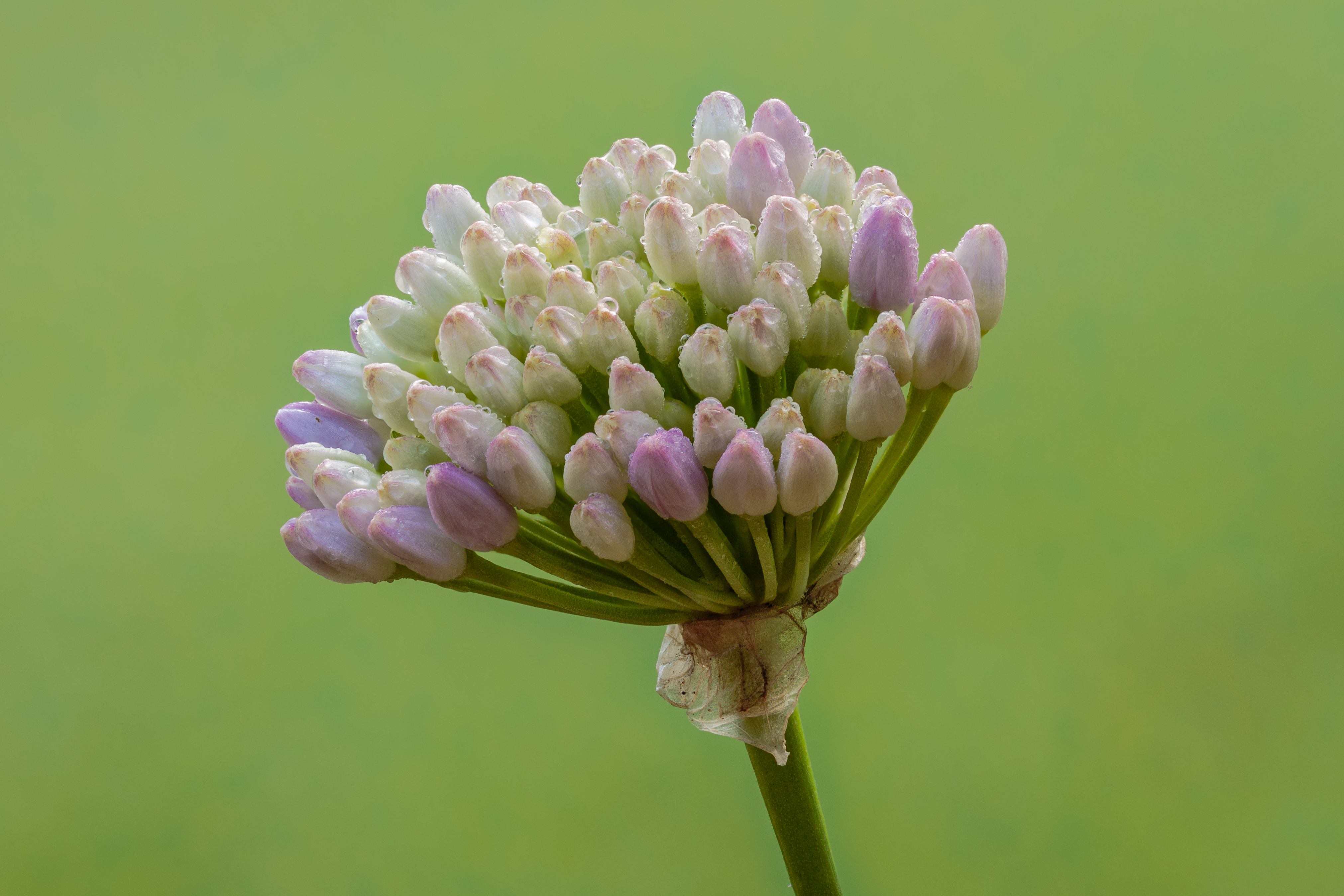
Boutons floraux d'une ombelle d'un Allium senescens subsp. glaucum. Juillet 2023.

Allium senescens, communément appelé ciboulette vieillissante, «ail allemand», ou «ciboulette à feuilles larges», est une espèce de plantes à fleurs du genre Allium (qui comprend tous les oignons et ails ornementaux et culinaires) et de la famille des Amaryllidaceae. C'est une plante herbacée trouvée en Eurasie.

## Descriptif

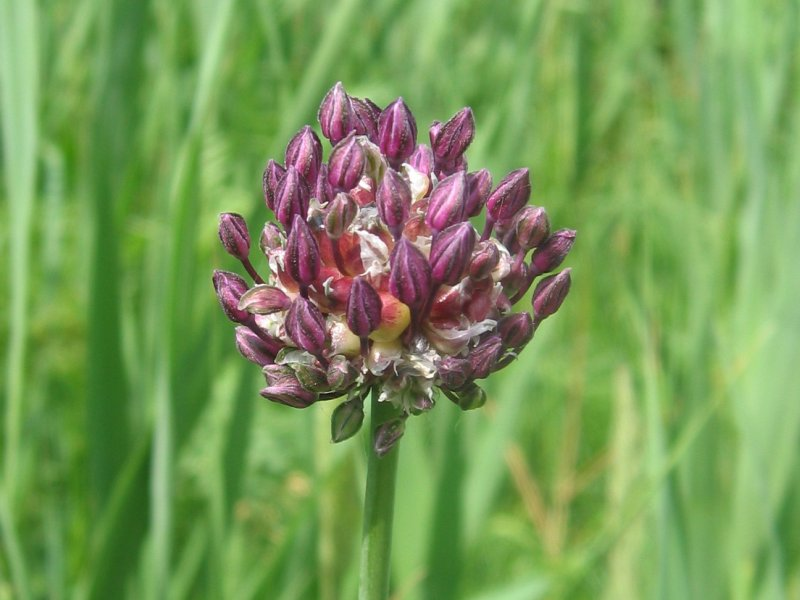
Détail de l'inflorescence.

C'est une plante herbacée bulbeuse et vivace. Elle produit jusqu'à 30 fleurs roses en ombelles caractéristiques au milieu et à la fin de l'été et la hampe florale fait 40 cm de hauteur. Le feuillage est fin en forme de lanières. 
Elle est rustique et n'est pas sensible au gel. Elle est en fleurs de juin à juillet. L'espèce est hermaphrodite et entomophile. La plante est autofertile.
Elle est adaptée aux sols légers (sableux) ou moyens (loameux) et préfère les sols bien drainés ayant un pH approprié  peu acides, neutres ou légèrement alcalins. Elle ne peut se développer à l'ombre et peut tolérer la sécheresse.

## Taxonomie
Deux sous-espèces ont été nommées :
- Allium senescens subsp. glaucum
- Allium senescens subsp. senescent

## Répartition
Allium senescens est originaire du nord de l'Europe et de l'Asie, de la Sibérie à la Corée. Il a été introduit et naturalisé dans certaines parties de l'Europe, y compris la République tchèque et l'ex-Yougoslavie.

## Utilisations
Allium senescens est cultivé pour ses qualités ornementales et comme source de gènes en raison de sa parenté génétique tertiaire avec A. cepa (l'oignon commun). 
Au Japon il est consommé comme un légume